# محمد كتير
محمد كتير (من مواليد 17 فبراير 1998) هو عداء إسباني للمسافات المتوسطة والطويلة. حصل على الميدالية البرونزية في سباق 1500 متر في بطولة العالم لألعاب القوى 2022 والميدالية الفضية في سباق 5000 متر في بطولة العالم لألعاب القوى 2023. حصل قطير على الميدالية الفضية في سباق 5000 متر في بطولة أوروبا 2022. يحمل ثلاثة أرقام قياسية إسبانية (1500 م، 3000 م، 5000 م)، وهو بطل وطني مرتين، وصاحب الرقم القياسي الأوروبي الداخلي لمسافة 3000 متر.
يقضي كاتير حاليًا عقوبة الحظر لمدة عامين بسبب انتهاك قواعد مكافحة المنشطات، والتي من المقرر أن تنتهي في 6 فبراير 2026.